# Hubert Weise
Hubert Weise, nemški general, * 22. december 1884, Erfurt, † 14. februar 1950, Bad Kohlgrub, Zgornja Bavarska.

## Odlikovanja
- viteški križ železnega križa (73., 24. junij 1940)
- nemški križ v zlatu (14. januar 1944)